# Grizzly Bear
Grizzly Bear é uma banda norte-americana de rock alternativo originária de Brooklyn, Nova Iorque. É um quarteto composto por Edward Droste (voz, guitarra, omnichord, teclado), Daniel Rossen (voz, guitarra, teclado), Chris Taylor (baixo, voz de apoio, instrumentos vários, produção) e Christopher Bear (bateria, voz de apoio). 
Os Grizzly Bear têm contracto com a Warp Records.
Daniel Rossen faz também parte do duo Department of Eagles.

## História

### Início eHorn of Plenty(2004-2006)
Grizzly Bear começou como um nome artístico para a música do cantor-compositor Edward Droste no início da década de 2000. Em relação às origens da banda como um projecto a solo, Droste diz: "Foi como fazer um pequeno projecto caseiro e pensei "isto é divertido, vou chamar a esta coisa Grizzly Bear. [...] O nosso nome é na realidade uma alcunha de um antigo namorado meu."
O primeiro álbum de Grizzly Bear, Horn of Plenty, lançado em 2004, contém uma miríade sons e camadas de vozes. Foi em grande parte o resultado do esforço a solo de Droste (que escreveu todas as canções no seu quarto) e é anterior à formação da banda propriamente dita. Grizzly Bear foi graças a este trabalho, considerada uma banda anti-folk, freak folk e lo-fi. A revista Rolling Stone escreveu sobre o álbum: "O puro poder atmosférico das canções é mais que suficiente para hipnotizar." Em 2005, a banda relançou o álbum com um disco adicional de remixes feitos por Solex, Dr. Cuerpo of The Double, Castanets, Final Fantasy, The Soft Pink Truth e Dntel, entre outros.
A banda deu quatro concertos enquanto trio (Droste, Christopher Bear, que colaborou em Horn of Plenty, e Chris Taylor) antes da adição de Daniel Rossen (um amigo de Bear e conhecido de Taylor). Rossen comentou sobre a adesão à banda:
| “ | Durante muito tempo, toquei as minhas canções apenas para amigos próximos; aconteceu que eu vivi com Chris Taylor durante o meu segundo ano de faculdade, e eu escutou-as. Ele foi o responsável por eu me juntar aos Grizzly Bear. Ele aderiu à banda primeiro, algum tempo depois sugeriu que eu me juntasse com estas canções. [...] Quando me juntei, fiz uns dois ensaios com eles, trabalhei numa das minhas canções para a incluir na lista e uma semana mais tarde estávamos na estrada para uma digressão de dois meses. Foi mesmo uma coisa tipo prova de fogo. Eu era amigo de Chris e Chris [Bear] mas não conhecia de todo Ed [Droste]; foi esquisito conhecer um estranho passando todo o dia no mesmo carro. | ” |

### Yellow House(2006-2008)
Yellow House foi o primeiro álbum dos Grizzly Bear como quarteto e com material escrito por Rossen, lançado na Warp Records em Setembro de 2006. O nome (casa amarela) provém da casa da mãe de Droste, onde o trabalho foi gravado. Foi considerado um dos melhores discos de 2006 pelo New York Times e Pitchfork Media. A banda colaborou com o realizador Vincent Moon num dos seus Take-Away Shows.
Em 2007, Rossen gravou um cover do single "Too Little Too Late" da cantora JoJo para o vigésimo nono aniversário de Droste.
Também em 2007, a banda lançou o EP Friend, que contém outtakes, versões alternativas de canções e covers de material dos Grizzly Bear por Cansei de Ser Sexy, Band of Horses e Atlas Sound. Membros dos Dirty Projectors e Beirut colaboraram com a banda na canção "Alligator" e na faixa secreta do EP.
Em 1 de Março de 2008, os Grizzly Bear tocaram com a orquestra filarmónica de Los Angeles.

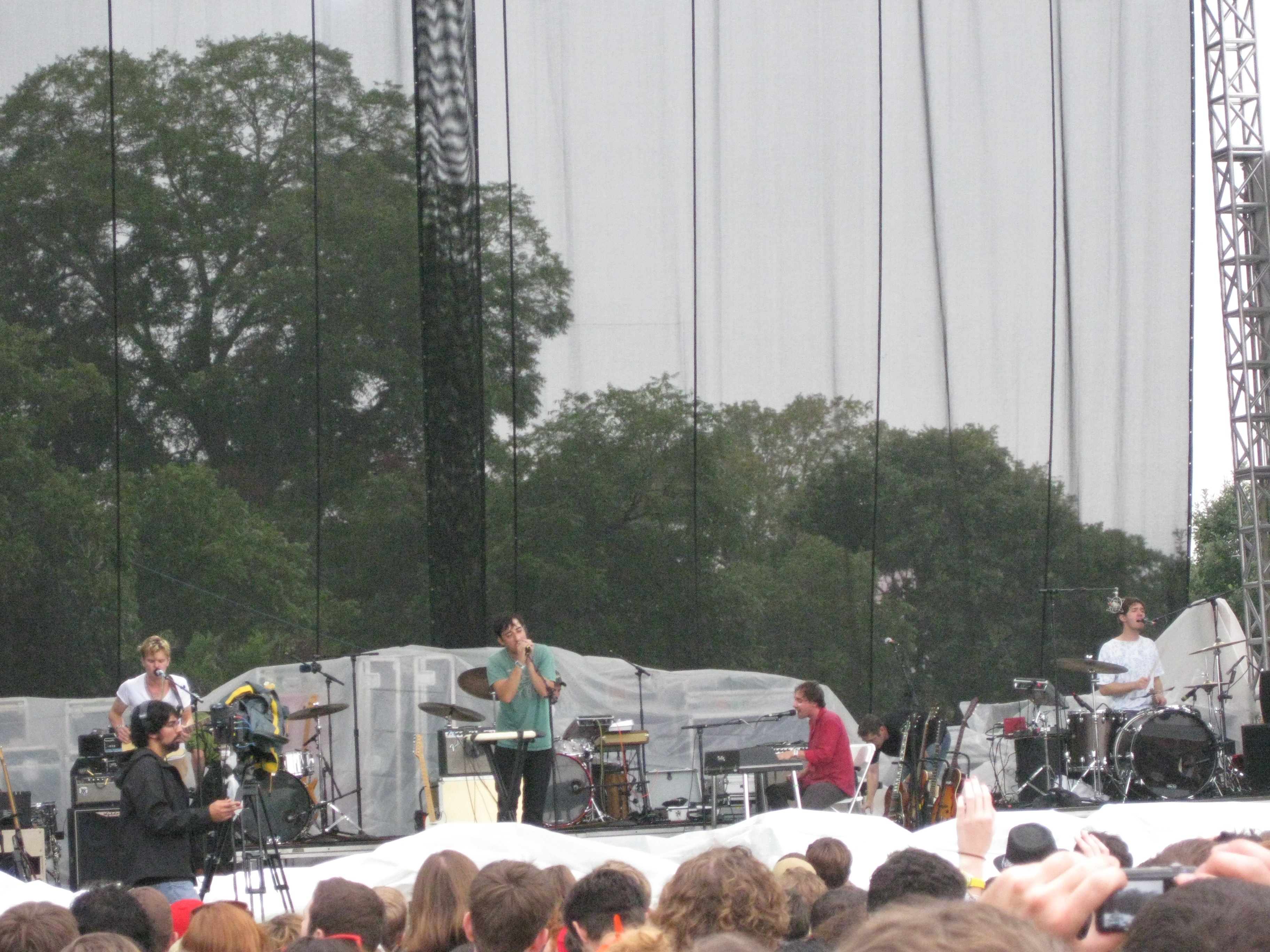
Grizzly Bear actuando no festival Austin City Limits em 2009.

### Veckatimest(2008-presente)
No Verão de 2008, os Grizzly Bear tocaram as primeiras partes dos concertos dos Radiohead na segunda parte da sua digressão norte-americana. Em Toronto, no último dia juntos na digressão, o guitarrista dos Radiohead Jonny Greenwood declarou em palco que os Grizzly Bear eram a sua banda preferida. Sobre esta experiência, Taylor comentou "Foi como um sonho." e "Foi um choque, e algo inacreditável. É ainda inacreditável. Abrir para os Radiohead foi uma enorme honra para nós, como banda e como indivíduos. Todos temos longas relações com a música dos Radiohead, por isso não queríamos tomar esta oportunidade como sendo automática e fazer algo inferior ao melhor que pudéssemos fazer.
O grupo reuniu-se mais tarde numa casa em Cape Cod para produzir o seu terceiro álbum, Veckatimest, lançado em Maio de 2009. O nome provém de uma pequena ilha desabitada em Cape Cod, visitada pela banda, que servou de fonte de inspiração e cujo nome nativo agradou aos músicos. Após o lançamento, o álbum atingiu o 8º lugar na lista da Billboard 200 e foi recebido favoravelmente pela crítica. Chris Bear comentou que, em comparação com Yellow House, Veckatimest era um álbum de pop mais acessível, dizendo: "Penso que é mais claro, mais claro significa mais acessível, acho que de forma geral mais claro significa mais acessível". Veckatimest entrou em várias listas de dez melhores álbuns de 2009 (1º no Wall Street Journal, 4º no Pitchfork, 6º no New York Times, 8º na Time).

## Discografia

### Álbuns de estúdio
- Horn of Plenty (2004)
- Yellow House (2006)
- Veckatimest (2009)
- Shields (2012)
- Painted Ruins (2017)

### EPs
- Sorry for the Delay (2006)
- Friend (2007)

### Outros
- Horn of Plenty (The Remixes) (2005)
- "Slow Life" com Victoria Legrand (2009) na banda sonora de A Saga Twilight - Lua Nova
- "Blackcurrant Jam" apareceu em Worried Noodles, lançado pelo selo Tomlab em 23 de outubro de 2007
- "Don't Ask", do álbum Horn of Plenty apareceu em um 7" da Alphabet Series do selo Tomlab
- "Two Weeks" foi utilizada num anúncio publicitário televisivo da marca de automóveis Peugeot

### Singles
- "On a Neck, On a Spit" (21 de Agosto de 2006)
- "Knife" (21 de Maio de 2007)
- "Live On KCRW" (18 de Abril de 2009)
- "Two Weeks" (12 de Maio de 2009)
- "While You Wait for the Others" (31 de Agosto de 2009)
- "Cheerleader" (2009)
- "Sleeping Ute" (2012)
- "Yet Again" (2012)